# ㄚ桃園哥
ㄚ桃園哥（Tao & Yuango）為臺灣桃園市的官方地方吉祥物，於2015年12月28日初次登場；原為2016年台灣燈會的吉祥物，後被桃園市政府沿用作為桃園市的吉祥物，協助各項市政宣傳及城市行銷。2019年桃園辦理108年全國運動會 （页面存档备份，存于），ㄚ桃園哥是大會吉祥物 （页面存档备份，存于），以可愛的造型宣傳運動賽事項目。

## 大事紀
- 2015年12月28日，ㄚ桃園哥作為臺灣桃園市政府的官方地方吉祥物而初次登場。原為2016年台灣燈會的吉祥物。

- 2016年10月11日，在高雄所舉辦的「2016全台吉祥物PK戰」賽事活動中，歷經1個多月激烈競爭，ㄚ桃園哥Tao & Yuango獲得模範公僕組第二名。模範公僕組的冠軍與季軍分別為高雄熊與熊讚Bravo[2]。
- 2019年10月19日至24日，桃園舉辦108年全國運動會，大會吉祥物ㄚ桃園哥參加第一屆Mascot Taiwan台灣吉祥物大賽 （页面存档备份，存于），並在第20屆漫畫博覽會宣傳全國運動會。[3]

## 簡介
ㄚ桃園哥由兩隻吉祥物『ㄚ桃』及『園哥』組成，外形為拉拉山水蜜桃造型及顏色的『丫桃』是文青女孩，代表桃園復興區泰雅族原鄉部落，頭上的桐花則代表客家意象；『園哥』為猿猴造型，是熱愛棒球的男孩，穿著具桃園特色的棒球服裝，展現活力、希望、勇氣及不怕挑戰等桃園城市特色。為了帶領民眾感受桃園的城市魅力，桃園市政府打造〈Tao Tao YuanGo〉歌曲，並以吉祥物ㄚ桃、園哥為名。

## 軼事
2019年間桃園市政府於八德區霄裡花海公園設置ㄚ桃園哥公仔，卻遭民眾盜走並丟棄路邊，桃市府遂呼籲民眾愛惜公物。

## 外部連結
- 訂定桃園市吉祥物運用須知 - 桃園市政府-最新訊息內容 （页面存档备份，存于）
- ㄚ桃園哥Tao & Yuango的Facebook專頁